# Nati nel 1903/Aprile
| Questa pagina contiene informazioni ricavate automaticamente dalle voci biografiche con l'ausilio del template Bio e di un bot. L'aggiornamento è periodico e automatico e ricostruisce completamente la pagina. Se manca una persona in questa lista, sei pregato di non aggiungerla, ma accertati piuttosto che la sua voce biografica contenga il template Bio e che i dati anagrafici siano correttamente compilati. Se il template Bio manca, inseriscilo tu stesso o, in alternativa, metti l'avviso {{tmp\|Bio}} che ne segnala la mancanza. Se i dati riportati sono sbagliati, correggi direttamente la voce biografica; le modifiche saranno visibili in questa lista entro pochi giorni. Per chiarimenti vedi il progetto biografie. La lista contiene solo le 119 persone che sono citate nell'enciclopedia e per le quali è stato implementato correttamente il template Bio. Pagina aggiornata al 10 ago 2025. |

- 1º aprile - Rudolf Berthold, calciatore tedesco († 1976)
- 1º aprile - Kathleen Key, attrice statunitense († 1954)
- 1º aprile - Salo Landau, scacchista olandese († 1944)
- 1º aprile - Giovanni Varasi, calciatore italiano († 1965)
- 2 aprile - Carlo Clemente, giavellottista italiano († 1944)
- 2 aprile - Vincenzo De Chiara, vescovo cattolico italiano († 1984)
- 2 aprile - Gigino Gattuso, italiano († 1921)
- 2 aprile - Ralf Liivar, calciatore estone († 1990)
- 3 aprile - Peter Huchel, scrittore tedesco († 1981)
- 3 aprile - Lili Kraus, pianista ungherese († 1986)
- 3 aprile - Bubber Miley, trombettista statunitense († 1932)
- 3 aprile - Nilo, calciatore brasiliano († 1975)
- 3 aprile - Piero Pastore, calciatore, allenatore di calcio e attore cinematografico italiano († 1968)
- 3 aprile - Luigi Tosolini, calciatore italiano
- 3 aprile - Fernanda Wittgens, critica d'arte, storica dell'arte e museologa italiana († 1957)
- 3 aprile - Lola Álvarez Bravo, fotografa messicana († 1993)
- 4 aprile - Mario Coda Spirito, politico e partigiano italiano († 1995)
- 4 aprile - Joseph Fassbender, pittore tedesco († 1974)
- 5 aprile - Enzo Aita, tenore italiano († 1971)
- 5 aprile - Marion Aye, attrice statunitense († 1951)
- 5 aprile - Edric Bastyan, generale e politico inglese († 1980)
- 6 aprile - Max Beier, entomologo e aracnologo austriaco († 1979)
- 6 aprile - Maria Consolata Betrone, religiosa italiana († 1946)
- 6 aprile - Mickey Cochrane, giocatore di baseball e allenatore di baseball statunitense († 1962)
- 6 aprile - Antonio Daniele, politico italiano († 1982)
- 6 aprile - Harold Eugene Edgerton, ingegnere elettrico e fotografo statunitense († 1990)
- 6 aprile - Aldo Gobbi, calciatore italiano († 1968)
- 6 aprile - Diógenes Lara, calciatore boliviano († 1968)
- 6 aprile - Ademaro Nicoletti Altimari, ufficiale e aviatore italiano († 1940)
- 7 aprile - Doca, calciatore brasiliano († 1956)
- 7 aprile - Mario Baldi, calciatore italiano († 1987)
- 7 aprile - Gino Bergami, fisiologo e politico italiano († 1976)
- 7 aprile - Willi Forst, regista, attore e cantante austriaco († 1980)
- 7 aprile - James Greenway, ornitologo statunitense († 1989)
- 8 aprile - Giuseppe Casadei, politico italiano († 1989)
- 8 aprile - Marshall Stone, matematico statunitense († 1989)
- 8 aprile - Julie Vlasto, tennista francese († 1985)
- 9 aprile - Ward Bond, attore statunitense († 1960)
- 9 aprile - Gregory Goodwin Pincus, biologo statunitense († 1967)
- 9 aprile - Mimi Pollak, attrice e regista svedese († 1999)
- 9 aprile - György Skvarek, calciatore ungherese († 1952)
- 9 aprile - Ernst Albrecht von Siemens, fisico, imprenditore e alpinista tedesco († 1990)
- 10 aprile - Hugh Adcock, calciatore inglese († 1975)
- 10 aprile - Antonio Aghemo, sindacalista e politico italiano
- 10 aprile - Marjorie Best, costumista statunitense († 1997)
- 10 aprile - Herbert Graf, produttore teatrale austriaco († 1973)
- 10 aprile - Karel Steffl, calciatore cecoslovacco († 1960)
- 11 aprile - Harry Feist, ballerino e attore austriaco († 1963)
- 11 aprile - Misuzu Kaneko, poetessa giapponese († 1930)
- 12 aprile - Luis Moglia Barth, regista cinematografico argentino († 1984)
- 12 aprile - Otto Stenzel, musicista, direttore d'orchestra e compositore tedesco († 1989)
- 12 aprile - Jan Tinbergen, economista olandese († 1994)
- 13 aprile - Dušan Petković, calciatore jugoslavo († 1979)
- 13 aprile - Gladys Walton, attrice statunitense († 1993)
- 13 aprile - Vasilij Pavlovič Šul'ga, generale sovietico († 1989)
- 14 aprile - Henry Corbin, orientalista, storico della filosofia e traduttore francese († 1978)
- 14 aprile - James Plumeri, mafioso italiano († 1971)
- 14 aprile - Glyn Simon, arcivescovo anglicano britannico († 1972)
- 14 aprile - Ruth Svedberg, velocista e discobola svedese († 2002)
- 15 aprile - John Williams, attore britannico († 1983)
- 16 aprile - Francesco Mimbelli, ammiraglio italiano († 1978)
- 16 aprile - Stefano Natale, maratoneta italiano († 1970)
- 16 aprile - Andrea Palma, attrice messicana († 1987)
- 16 aprile - Josef Pöttinger, calciatore e allenatore di calcio tedesco († 1970)
- 16 aprile - Antonio Vico Camarero, attore spagnolo († 1972)
- 16 aprile - Paul Waner, giocatore di baseball statunitense († 1965)
- 17 aprile - Louis Jean Heydt, attore statunitense († 1960)
- 17 aprile - Nicolas Nabokov, compositore e scrittore russo († 1978)
- 17 aprile - Grigorij Pavlovič Pjatigorskij, violoncellista ucraino († 1976)
- 17 aprile - Carlo Quaglia, pittore italiano († 1970)
- 17 aprile - Morgan Taylor, ostacolista statunitense († 1975)
- 18 aprile - Leonid Kinskey, attore russo († 1998)
- 18 aprile - Pia Lombardi, politica italiana († 1991)
- 18 aprile - Lilly Scholz, pattinatrice artistica su ghiaccio austriaca († 1994)
- 19 aprile - Eliot Ness, poliziotto statunitense († 1957)
- 19 aprile - Nicola Tommaso Pace, politico italiano († 1981)
- 19 aprile - Ignazio Serra, politico e avvocato italiano († 1980)
- 19 aprile - Lotte Ulbricht, tedesca († 2002)
- 20 aprile - Francesco Cassani, inventore, imprenditore e dirigente d'azienda italiano († 1973)
- 20 aprile - Francesco Ricceri, vescovo cattolico italiano († 1980)
- 20 aprile - Franz Weselik, calciatore austriaco († 1962)
- 21 aprile - Eugenio Castellucci, calciatore argentino
- 21 aprile - Hans Hedtoft, politico danese († 1955)
- 21 aprile - Luis Saslavsky, regista cinematografico e sceneggiatore argentino († 1995)
- 21 aprile - Isaac Jacob Schoenberg, matematico rumeno († 1990)
- 22 aprile - Daphne Akhurst, tennista australiana († 1933)
- 22 aprile - Paul Lemerle, storico francese († 1989)
- 22 aprile - Karl Eberhard Schöngarth, generale tedesco († 1946)
- 23 aprile - Ian Collins, tennista britannico († 1975)
- 23 aprile - Giovanni De Carli, calciatore italiano († 1980)
- 23 aprile - Vincenzo Di Meglio, politico italiano († 1987)
- 23 aprile - Karl Larenz, giurista e filosofo tedesco († 1993)
- 23 aprile - Giovanni Puerari, calciatore italiano († 1976)
- 23 aprile - Bonifacio Scaltriti, calciatore italiano († 1966)
- 23 aprile - Guy Simonds, generale canadese († 1974)
- 24 aprile - Mike Michalske, giocatore di football americano statunitense († 1983)
- 24 aprile - Juan Monjardín, calciatore spagnolo († 1950)
- 24 aprile - José Antonio Primo de Rivera, politico spagnolo († 1936)
- 24 aprile - Hubert Rohracher, psicologo austriaco († 1972)
- 25 aprile - Albino Bich, sciatore di pattuglia militare italiano
- 25 aprile - Camilla Horn, attrice tedesca († 1996)
- 25 aprile - Burke Jones, calciatore statunitense († 1983)
- 25 aprile - Andrej Nikolaevič Kolmogorov, matematico sovietico († 1987)
- 25 aprile - Alfred Mader, calciatore svizzero († 1987)
- 25 aprile - James Moynagh, vescovo cattolico e missionario irlandese († 1985)
- 25 aprile - Carl Gustav Sparre Olsen, violinista e compositore norvegese († 1984)
- 25 aprile - Michele Pellegrino, cardinale, arcivescovo cattolico e letterato italiano († 1986)
- 25 aprile - Comingio Valdrè, avvocato e politico italiano
- 26 aprile - Niven Busch, scrittore e sceneggiatore statunitense († 1991)
- 26 aprile - Dorothy Sebastian, attrice statunitense († 1957)
- 27 aprile - Otto Wolken, medico austriaco († 1975)
- 27 aprile - Nikos Zachariadīs, politico greco († 1973)
- 28 aprile - Willis Edwards, calciatore e allenatore di calcio inglese († 1988)
- 28 aprile - Enzo Nenci, scultore e disegnatore italiano († 1972)
- 28 aprile - Domenico Pucci, progettista italiano († 1980)
- 28 aprile - August Zehender, generale tedesco († 1945)
- 29 aprile - Nikolaj Ivanovič Krylov, generale e politico sovietico († 1972)
- 29 aprile - Joseph Martin, missionario e vescovo cattolico belga († 1982)
- 29 aprile - Carla Simons, scrittrice, giornalista e traduttrice olandese († 1943)